# Jayce il cavaliere dello spazio
Jayce il cavaliere dello spazio (ingl. Jayce and the Wheeled Warriors, fr. Jayce et les Conquérants de la lumière)
è una coproduzione canado-francese andata in onda per la prima volta nel 1985 il 9 settembre in Francia ed il 16 settembre negli Stati Uniti. In Italia è stata trasmessa per la prima volta su Odeon TV nel 1988. La serie è stata animata dagli studi giapponesi Sunrise, Shaft, KKDIC, Studio Giants e Studio Look.
In concomitanza con la serie è stata realizzata una linea di giocattoli della Mattel chiamata «Wheeled Warriors». Il cartone animato riscosse un ottimo successo iniziale, per poi calare di ascolti. Questo portò al termine della serie al 65º episodio, senza l'atteso finale. In Italia ultima trasmissione in una TV Italiana risale alla metà degli anni 90.

## Trama
La vicenda si svolge nello spazio. Audric è un botanico e biotecnologo che ha creato a scopo benefico in una delle sue serre un vegetale in grado di sopravvivere in ogni luogo, per risolvere il problema della fame. Purtroppo qualcosa va storto e a causa di una Supernova nelle vicinanze, una delle piante si trasforma in un essere cosciente dall'aspetto umanoide che si fa chiamare Saw Boss, il quale trasforma tutte le altre piante presenti in creature simili a lui che può controllare a suo piacimento. Audric riesce a creare una "radice magica" che potrebbe eliminare questi esseri, però è costretto a fuggire prima di poterla completare; riesce tuttavia a consegnare una metà di questo artefatto al suo servitore Oon, intimandogli di consegnarla a suo figlio Jayce e di stargli accanto in tutte le sue avventure.
Tutta la serie ruota attorno al tentativo di Jayce di ritrovare il padre Audric per poter mettere insieme le due metà della radice e sconfiggere così per sempre i Monster Minds (le creature vegetali), i quali, consapevoli del pericolo, tentano con ogni mezzo di eliminare Jayce e i suoi amici.

## Personaggi

### Lightning League
- Jayce: l'eroe della serie, figlio di Audric, capo della "Lightning League" e possessore di metà della radice nonché dell'Anello di luce, che nel momento del pericolo fa ricorso al suo potere. Nella versione italiana è doppiato da Luigi Rosa.
- Audric: il padre di Jayce, viene costantemente cercato per tutta la serie, ma mai trovato a causa della sua interruzione. Possiede l'altra metà della radice ed è stato accidentalmente il creatore dei Monster Minds e, volontariamente, della ragazza-pianta Flora. Assieme al mago Gillian ha ideato i primi veicoli della Lightning League.
- Gillian: è un anziano mago, mentore di Jayce e collaboratore agli esperimenti di Audric, nonché ideatore di tutti i veicoli dei "buoni". La sua voce italiana è Claudio Parachinetto.
- Flora: una ragazzina dai capelli rossi che in realtà è una pianta in forma umana, risultato di uno degli esperimenti di Audric. La sua utilità è quella di comunicare con gli animali attraverso poteri telepatici, inoltre grazie alle sue origini di pianta mutata è in grado di percepire la posizione dei Monster Minds. Il suo amico è un grosso pesce fluttuante di nome Brock che si esprime attraverso pigolii e altri versetti. Doppiata in italiano da Gabriella Pochini
- Herc Stormsailor: un pilota spaziale e mercenario, apparentemente burbero e interessato solo al denaro, ma in realtà è molto legato a Jayce e ai suoi amici. Con il suo vascello spaziale trasporta la Lighting League e i suoi veicoli in giro per le galassie. Durante la serie si scoprirà essere stato un soldato decorato al valore
- Oon: una minuscola armatura animata che non si separa mai dalla sua "lancia magica". Oon era il fedele servitore di Audric ed è diventato il fedele servitore di Jayce, anche se la sua codardia gli impedisce di essere utile in battaglia. In italiano è doppiato da Germana Pasquero.

### Monster Minds
I nemici della Lightning League sono i Monster Minds, creature vegetali umanoidi in grado di trasformarsi essi stessi in veicoli da combattimento, in opposizione ai buoni che invece guidano dei veicoli. Il loro nome deriva dal fatto che nella linea di giocattoli i veicoli che li rappresentano erano guidati da piccoli "cervelli". Il loro capo è Saw Boss (doppiato in italiano da Sergio Troiano), in grado di controllare tutti gli altri Monster Minds e comunicare telepaticamente con essi. Occupano il laboratorio di Audric che hanno trasformato nella loro base, luogo pieno di vegetali simili a liane, che servono come "mezzo di trasporto" e collegamento tra vari luoghi e pianeti (infatti Audric aveva creato una pianta che fosse in grado di sopravvivere ovunque, anche nello spazio), ma anche per creare cloni dei Monster Minds subordinati e spedirli su vari pianeti.
Essenzialmente dalla linea di giocattoli sono state ricavate le seguenti tipologie di guerrieri/veicoli, ovvero alcuni "generali" che comandano ciascuno sull'armata dei propri cloni:
- Terror Tank: egli e i suoi cloni si trasformano in una sorta di carro armato con una propaggine che sembra una dionea.
- Gun Grinner: "grinner" significa circa "colui che ghigna", infatti ha una fila di grossi denti in mezzo a cui (nella modalità veicolo) c'è un cannone; la sua arma principale però è una sorta di palla chiodata multipla.
- K.O. Kruiser: si trasforma in una specie di veicolo demolitore, con la tipica grossa palla.
- Saw Trooper Commander: diventa un veicolo provvisto di una grossa sega circolare, esattamente come Saw Boss (anche se con qualche leggera differenza); non è potente come Saw Boss, ma comanda soltanto i propri cloni.
- Beast Walker: i suoi cloni sono veicoli giganteschi a quattro "gambe" che servono come mezzo di trasporto per gli altri veicoli Monster Minds.

In seguito la serie animata ha introdotto numerose altre tipologie di veicoli nemici non presenti tra i giocattoli originali.

## Lista episodi
- 1. Fuga dal giardino
- 2. Il vaso di Xiang
- 3. L'elmo di Valroth
- 4. Crociati d'argento
- 5. La nave fantasma
- 6. Flora, Fauna e Monster Minds
- 7. Vulcano fra i ghiacciai
- 8. Fuorilegge spaziali
- 9. Oltre il futuro
- 10. Sott'acqua
- 11. Mondo di ghiaccio
- 12. Il buco nero
- 13. Il libro violetto
- 14. Amo, lenza e piombi
- 15. La pietra di sangue
- 16. Gli schiavi di Adelbaren
- 17. La caccia
- 18. L'assedio
- 19. La principessa addormentata
- 20. Riunione mortale
- 21. Il regno del cielo
- 22. Ricerca nell'ombra
- 23. Guai inattesi
- 24. Cacciatori di premi
- 25. Doppia insidia
- 26. Ai confini del mondo
- 27. Ladro spaziale
- 28. Magia lunare
- 29. Affare d'onore
- 30. Fiore della condanna
- 31. Gli stalloni di Sandeen
- 32. Trust di cervelli
- 33. Il fulmine colpisce due volte
- 34. La pietra della liberta
- 35. Le piante mutanti
- 36. Il mago Warp
- 37. Cuore di Paxtar
- 38. La sconfitta dello stregone
- 39. Che cosa succede?
- 40. Il canto dell'oscurità
- 41. La strega della palude
- 42. Riflessi mortali
- 43. Una questione di coscienza
- 44. Primo avvertimento
- 45. La nave della vita
- 46. I fabbricanti di miraggi
- 47. Il mostro della notte
- 48. Il mondo dei sogni
- 49. I figli di Solarus
- 50. Il giardiniere
- 51. Armada
- 52. Le campane di Sharpis
- 53. Gioco d'azzardo
- 54. Impegno comune
- 55. Il pianeta circo
- 56. La signora dell'albero dell'anima
- 57. Divoratore di vita
- 58. Deserto
- 59. L'oracolo
- 60. Circuito breve, lunga attesa
- 61. Viaggio nel passato
- 62. La sorgente
- 63. Raid
- 64. Il risveglio del drago
- 65. L'ultima corsa

## Curiosità
- Nell'edizione italiana la sigla è rimasta invariata, è uno dei pochi casi in cui è successo. La sigla iniziale è cantata da John Purdell con Noam Kaniel e prodotta da Haim Saban. La sigla finale Keep on rolling è cantata dal solo Noam Kaniel. Di quest'ultima esiste anche una versione cantata da Tom Hooker e Lord.
- Il personaggio di Gillian richiama chiaramente Mago Merlino.
- Herc Stormsailor richiama chiaramente il personaggio di Ian Solo di Guerre stellari. Sia per aspetto fisico, carattere e ruolo nella storia, oltre ad essere un pilota.
- Oon richiama alla mente entrambi i droidi protagonisti di Guerre stellari, sia per l'aspetto che per il carattere (un incrocio fra i due).
- È uno dei primi cartoni animati ad unire due generi quali fantascienza e fantasy.